# Tyr (альбом)
Tyr — п'ятнадцятий студійний альбом гурту Black Sabbath, представлений 20 серпня 1990 року на лейблі I.R.S. Records.

## Про альбом
Альбом названий іменем бога військової доблесті Тюра із скандинавської міфології. Інструментальна композиція «The Battle of Tyr» («Битва Тюра») і дві пісні із другої сторони альбому — «In Odin's Court» («При дворі Одіна») і «Valhalla» («Вальхалла») — музично та тематично пов'язані і присвячені міфології та вікінгам. Проте через наявність в альбомі пісень на іншу тематику цю платівку не можна вважати концептуальною. У текстах пісень «Anno Mundi» і «Jerusalem» середньовічна тематика та атрибутика використовувалась для опису соціально-політичних проблем сучасності. В загальній картині звучання значна роль ударних Козі Пауелла і клавішних Джеффа Ніколса.
Після релізу альбом отримав неоднозначні відгуки. Критики і слухачі часто відзначали серйозність тематики пісень і важкість звучання альбому у порівнянні із попередніми роботами колективу, вплив музики і тематики опер Ріхарда Вагнера на стилістику альбому. Іншим слухачам «Tyr», навпаки, звучання альбому видалось дещо легшим у порівнні із іншими роботами гурту.
На підтримку альбому було випущено сингл і відеокліп із баладою «Feels Good to Me», а також проведено концертний тур.

## Список композицій
| #     | Назва                | Тривалість |
| ----- | -------------------- | ---------- |
| 1.    | «Anno Mundi»         | 6:12       |
| 2.    | «The Law Maker»      | 3:55       |
| 3.    | «Jerusalem»          | 4:00       |
| 4.    | «The Sabbath Stones» | 6:48       |
| 5.    | «The Battle of Tyr»  | 1:09       |
| 6.    | «Odin's Court»       | 2:42       |
| 7.    | «Valhalla»           | 4:43       |
| 8.    | «Feels Good to Me»   | 5:44       |
| 9.    | «Heaven in Black»    | 4:05       |
| 39:16 |                      |            |

## Учасники запису
- Тоні Айоммі — гітара
- Тоні Мартін — вокал
- Ніл Мюррей — бас-гітара
- Козі Пауелл — ударні
- Джефф Ніколс — клавішні